# Mastopoma salaense
Mastopoma salaense är en bladmossart som beskrevs av Hugh Neville Dixon 1935. Mastopoma salaense ingår i släktet Mastopoma och familjen Sematophyllaceae. Inga underarter finns listade i Catalogue of Life.